# Давыдовский сельский округ (Московская область)
Давыдовский сельский округ — упразднённая административно-территориальная единица, существовавшая на территории Орехово-Зуевского района Московской области в 1994—2006 годах.
Давыдовский сельсовет был образован в первые годы советской власти. По данным 1919 года он входил в состав Запонорской волости Богородского уезда Московской губернии.
5 января 1921 года Запонорская волость была передана в Орехово-Зуевский уезд.
4 ноября 1925 года из Давыдовского с/с были выделены Горский, Елизаровский и Ляховский с/с.
В 1926 году из Давыдовского с/с был выделен Барский с/с.
В 1926 году Давыдовский с/с включал 1 населённый пункт — деревню Давыдово.
В 1929 году Давыдовский сельсовет вошёл в состав Куровского района Орехово-Зуевского округа Московской области. При этом к нему были присоединены Барский, Горский и Елизаровский с/с.
В конце 1930 года к Давыдовскому с/с был присоединён Ляховский с/с.
14 июня 1954 года к Давыдовскому с/с был присоединён Запонорский сельсовет.
1 сентября 1955 года из Давыдовского с/с в Новинский были переданы селения Запонорье, Ненилово и Радованье.
3 июня 1959 года Куровской район был упразднён и Давыдовский с/с вошёл в Орехово-Зуевский район.
20 августа 1960 года к Давыдовскому с/с был присоединён Анциферовский сельсовет.
1 февраля 1963 года Орехово-Зуевский район был упразднён и Давыдовский с/с вошёл в Орехово-Зуевский сельский район.
27 апреля 1963 года из Новинского с/с в Давыдовский было передано селение Запонорье.
11 января 1965 года Давыдовский с/с был возвращён в восстановленный Орехово-Зуевский район.
3 февраля 1994 года Давыдовский с/с был преобразован в Давыдовский сельский округ.
В ходе муниципальной реформы 2004—2005 годов Давыдовский сельский округ прекратил своё существование как муниципальная единица. При этом все его населённые пункты были переданы в сельское поселение Давыдовское.
29 ноября 2006 года Давыдовский сельский округ исключён из учётных данных административно-территориальных и территориальных единиц Московской области.